# Ingemar Wörlund
Kurt Ingemar Wörlund, född 4 juli 1957 i Kiruna, Norrbottens län, död 30 maj 2022 i Östersund, var en svensk statsvetare.
Wörlund studerade vid Umeå universitet och avlade licentiatexamen där 1988 och disputerade med avhandlingen Kampen om det ideologiska rummet : en studie av variationer i SAP:s regionala väljarstöd 1921-1940 mot bakgrund av partiorganisatorisk aktivitet och lokal organisationsmiljö. Han verkade därefter vid Umeå universitet och från 1991 vid Mittuniversitetet i Östersund, från 2010 som professor. Hans forskning berörde främst partier och partiväsendet i Norden och han ingick i flera forskargrupper med nordiska statsvetare.